# لمور ورزشکار دندان‌کوچک
 لمور ورزشکار دندان‌کوچک (نام علمی: Lepilemur microdon) نام یک گونه از سرده لمورهای ورزشکار است.